# Candidat înscris de alegător
Un candidat înscris de alegător este un candidat al cărui nume nu apare pe buletinul de vot, dar caută să fie ales cerând alegătorilor să îl voteze prin scrierea fizică a numelui persoanei pe buletinul de vot. În funcție de legea electorală, poate fi posibil să câștigi alegerile câștigând un număr suficient de astfel de voturi înscrise, care contează la fel ca și cum persoana ar fi înscrisă oficial pe buletinul de vot.
Scrierea unui nume care nu este deja prezent pe buletinele de vot este considerată o practică electorală într-o mare parte din Statele Unite ale Americii. Există însă variații în legile care guvernează candidații în scris, în funcție de birou (federal sau local) și de tipul alegerilor (primare sau generale); practica în principiu constă din completarea unui câmp care gol și adnotat explicit pentru a-și explica scopul pe buletinul de vot, dacă se aplică. În cinci state din SUA nu există alegeri la care să se poată aplica, în conformitate cu legile lor actuale. Legile electorale sunt adoptate la nivelul fiecărui stat, cât și în Districtul Columbia, pentru a se aplica alegătorilor lor.
Diana Șoșoacă a devenit prima persoană din România care a îndemnat alegătorii să o sprijine prin înscrierea manuală a numelui său pe buletinele de vot după ce Curtea Constituțională (CCR) i-a respins candidatura la alegerile prezidențiale din 2024. CCR a argumentat că Șoșoacă nu îndeplinește cerințele constituționale referitoare la respectul pentru valorile democrației și angajamentele României față de UE și NATO, motivând decizia pe baza „incompatibilității cu valorile democratice” și a unor standarde legale interpretate ca fiind aplicabile candidaților
După acest refuz, Șoșoacă a făcut apel public, invitându-și susținătorii să-i înscrie manual numele în secțiunile libere ale buletinelor.